# Савич, Георгий Георгиевич
 Георгий Георгиевич Савич  (дореф.рус.Георгiй Георгiявичъ Савичъ , 1861—1908) — российский государственный деятель, тайный советник, член Совета министра внутренних дел и Совета по горнопромышленным делам при Министерстве промышленности и торговли.

## Биография
Родился в 1861 году. В 1882 году окончил Императорское училище правоведения с чином IX класса и золотой медалью.
Начал службу 18 мая 1882 года в департаменте Министерства юстиции. В том же году командирован в распоряжение члена редакционной комиссии по составлению проекта уложения о наказании Н. С. Таганцева. В 1884 году был определён в кодификационный отдел Государственного совета, с назначением на должность младшего чиновника и с оставлением при министерстве юстиции, кроме этого на него была возложено исполнение должности делопроизводителя хозяйственного комитета кодификационного отдела; в 1886 и 1888 годах ему было объявлено Высочайшее благоволение и в 1889 году он был назначен исполняющим должность помощника старшего чиновника, в 1890 году удостоен Монаршего благоволения и в том же году командирован для занятии по делопроизводству Особой комиссии для составления предварительных предложений о необходимых изменениях изданных в 1889 для Финляндии уголовных узаконений, а в 1891 году — для занятии по делопроизводству Особой комиссии для пересмотра действующих узаконении о производстве дел по преступлениям и поступкам, совершаемым в империи жителями Финляндии. В том же году был утверждён в должности помощника старшего чиновника.
В 1893 году удостоен Высочайшего Его Императорского Величества благоволения и назначен помощником статс-секретаря Государственного совета и командирован для занятии в отделение свода законов государственной канцелярии. С 1 января 1898 года состоял в чине действительного статского советника; с 1907 года — тайный советник. Был управляющим Земским отделом Министерства внутренних дел (1897—1902) и председателем, состоявшего при этом отделе Присутствия по крестьянским делам губерний Царства Польского. В 1904 году награждён орденом Св. Анны 1-й степени (ранее получил ордена Св. Станислава 1-й степени и Св. Владимира 3-й степени).
Был редактором Полного свода законов Российской империи и главным редактором Сельского вестника.
Скончался в ночь на 13 (26) апреля 1908 года.

## Комментарии
1. ↑  В. Л. Модзалевский в Малороссийском родословнике (Т. 4 . — С. 457) указывает Георгия Григорьевича Савича, родившегося в Дербенте 21 августа 1861 года в семье полицмейстера Григория Никифоровича Савича (1823 — после 1873). В то же время Георгий Георгиевич Савич упоминается без включения в родословный список.